# Метростанция „Бул. Цар Борис III / Красно село“
„Бул. Цар Борис III/Красно село“ е станция от линия М3 на Софийското метро. Открита е на 26 август 2020 г. като част от участъка „Хаджи Димитър“ – „Красно село“.

## Местоположение
Станцията е разположена на едно от най-оживените кръстовища в София – на булевардите „Цар Борис III“ и „Гоце Делчев“. Има един централен вестибюл с вход/изходи от четирите страни на кръстовището.
| № | Име на вход/изход  | Достъпност          |
| - | ------------------ | ------------------- |
| 1 | ж.к. Лагера        | ескалатор, асансьор |
| 2 | бул. Гоце Делчев   |                     |
| 3 | ж.к. Красно село   | асансьор            |
| 4 | бул. Цар Борис III | ескалатор, асансьор |

## Архитектурно оформление
Над метростанцията е изградено кръстовище на две нива с автомобилен тунел под бул. „Цар Борис III“. Това прави станцията с дълбоко заложение, като вестибюлът е разположен под пътния тунел, откъдето се развива широка касова зала. Архитект е Красен Андреев. Оформлението е решено чрез облицовки от полиран гранитогрес в два цвята – бежов и светлосин в комбинация с начупена оранжева лента с дебелина 1 m от закалено стъкло.

## Връзки с градския транспорт

### Автобусни линии
Метростанция „Бул. Цар Борис III/Красно село“ се обслужва от 4 автобусни линии и 1 допълнителна линия от дневния градски транспорт:
- Автобусни линии от дневния транспорт: 63, 83, 102, 260
- Допълнителна линия 801 (Красно село – Павлово – Манастирски ливади – Гоце Делчев)

### Трамвайни линии
Метростанция „Бул. Цар Борис III/Красно село“ се обслужва от 3 трамвайни линии:
- Трамвайни линии: 4, 5, 15